# Fort główny artyleryjski 50 „Prokocim”
Fort 50 Prokocim – jeden z fortów Twierdzy Kraków. Powstał w latach 1882–1886. Zadaniem fortu była obrona Traktu Lwowskiego. Jest to typowy fort artyleryjski. Razem z sąsiednimi fortami brał udział w zakończonych zwycięstwem walkach z Rosjanami, w grudniu 1914. W okresie międzywojennym służył jako magazyn wojskowy, a później cywilny. W latach 70. XX wieku został przekazany ówczesnej Akademii Medycznej w Krakowie. Fort otaczają ul. K. Kostaneckiego i ul. Medyczna.
Obecnie fort jest popularnym miejscem rozgrywek airsoftowych.